# Zasadowy azotan bizmutu(III)
Zasadowy azotan bizmutawy (łac. Bismuthi subnitras ponderosum) – związek bizmutu trójwartościowego. Znalazł zastosowanie w lecznictwie. Stosowany wewnętrznie oraz miejscowo (stężenia 5 – 30%) w postaci maści, past, zasypek oraz zawiesin o działaniu głównie ściągającym, słabo przeciwzapalnym, wysuszającym.